# Shinobido : La Voie du ninja
Shinobido : La Voie du ninja (忍道 戒, Shinobidō: Imashime) est un jeu vidéo d'infiltration développé par Acquire et édité par Spike, sorti en 2005 sur PlayStation 2.
Il a pour suite Shinobido : Les Légendes du ninja et Shinobido 2 : Revenge of Zen.